# Nova Cançó Basca

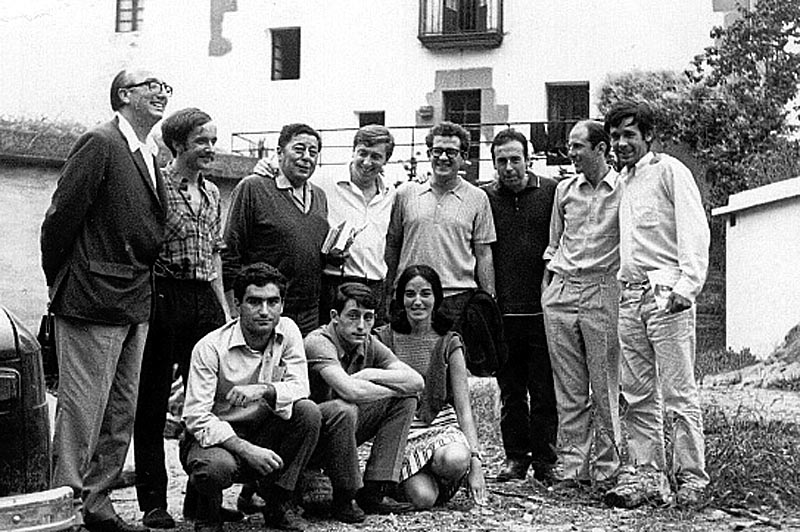
Membres de Ez Dok Amairu junta a Atahualpa Yupanqui.

Nova Cançó Basca (en basc, Euskal Kantagintza Berria) és el nom del moviment musical que des dels anys seixanta del segle xx fins als vuitanta es va desenvolupar al País Basc i Navarra, impulsat pel context polític que es vivia. És la versió en basca d'un moviment similar que es produeix en diverses parts d'Espanya en aquesta mateixa època, donant lloc per exemple a la Nova Cançó a Catalunya. Així com el moviment sorgit a Catalunya es bassa en el col·lectiu Els Setze Jutges, al País Basc es va convertir en el moviment cultural Ez Dok Amairu.